# La Machine de Marly
La Machine de Marly est un tableau d'Alfred Sisley. Il aurait été exposé lors de la première exposition impressionniste et se trouve actuellement au Ny Carlsberg Glyptotek à Copenhague. Peint à Bougival, cette toile et une autre intitulée Barrage de la Machine de Marly, sont reproduites sur le lieu de leur création, sur un parcours du Pays des Impressionnistes. 

## Description
Ce tableau représente le bâtiment de pompage de la Machine de Marly, vu depuis l'aval, rive gauche de la Seine. La Machine de Marly, remplacée entre 1855 et 1859 sous Napoléon III par une digue de pierre s'étendant sur la plus grande partie du bras de la Seine entre Port-Marly et l'île de la Loge, peint par Sisley, a été détruit en 1968.
En descendant au bord de la Seine par le trottoir pavé, juste avant un petit chemin sous une allée de frênes et de marronniers, se trouve le point de vue de Sisley pour cette toile qui représente le hangar de briques recouvrant la Machine de Marly.  Sisley représenta la réflexion du bâtiment dans les clapotis de la Seine.   
François Daulte suggère que La Machine de Marly est l'une des 6 toiles exposées par Sisley à la première exposition impressionniste, dont 5 figurent au catalogue, et une est hors catalogue.  Si rien ne permet d'affirmer qu'il s'agit du numéro 163 La Seine à Port-Marly,  sans indication d'appartenance sur le catalogue, les critiques en firent l'éloge. Ainsi, Ernest Chesneau écrit à propos de cette toile qu'elle « est l'absolue réalisation des ambitions de l'école dans le paysage. Je ne sais pas de tableau dans le passé ni dans le présent qui donne d'une façon si complète, si parfaite, la sensation physique de l'atmosphère, du « plein-air ». Voilà donc une acquisition toute nouvelle en peinture, et dont il importe de prendre note. ».

## Analyse
Dans cette série, Sisley a peint Barrage de la Machine de Marly en 1876 (collection particulière, D 215). Cette toile représente une partie du bâtiment de la Machine de Marly. L'édicule en brique au centre du bras de la Seine en était une annexe. À gauche de la composition se trouve une maison de l'île de la Loge. Sisley représenta sur nombre de tableaux l'île de la Loge des berges de la Seine à ce niveau : Le Bac de l'île de la Loge, inondation (1872, Ny Carlsberg Glyptotek), Le Bac de l'île de la Loge (1872, collection particulière), Barrage de la Machine de Marly (1873, collection particulière), L'île de la Grande Jatte (1873, titre inexact, musée d'Orsay), Bords de la Seine à Port-Marly (1875, titre inexact, Art Institute of Chicago). Camille Pissarro a également peint cette vue sous le titre Barrage sur la Seine à Bougival (1871, collection particulière). Lors de l’inondation de 1876, Sisley peignit en ce lieu La Machine de Marly (1876, Musée des beaux-arts de Boston).

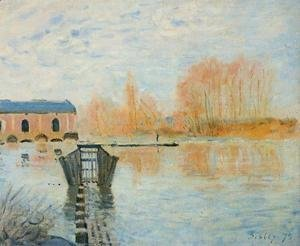
La Machine de Marly et le Barrage, 1875 par Alfred Sisley
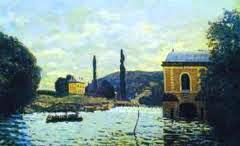
Barrage de la Machine de Marly, 1876 par Alfred Sisley

## Provenance
- Galerie Bernheim-Jeune, Paris ;
- Levesque, Paris ;
- Statens Museum for Kunst, Copenhague, 1914 ;
- prêt à long terme au Ny Carlsberg Glyptotek, Copenhague

## Reproduction sur un parcours du Pays des Impressionnistes
Une reproduction de La Machine de Marly a été posée par la ville de Bougival le long d'un parcours du Pays des Impressionnistes quai Rennequin Sualem.
Une reproduction de Barrage de la Machine de Marly grandeur réelle est également exposée depuis les années 1990 à l'endroit de sa création, le long de ce même parcours. Sisley avait posé son chevalet au niveau du pont actuel, à distance de la reproduction située à l'emplacement de la Machine. La maison de l'île de la Loge existe encore de nos jours.

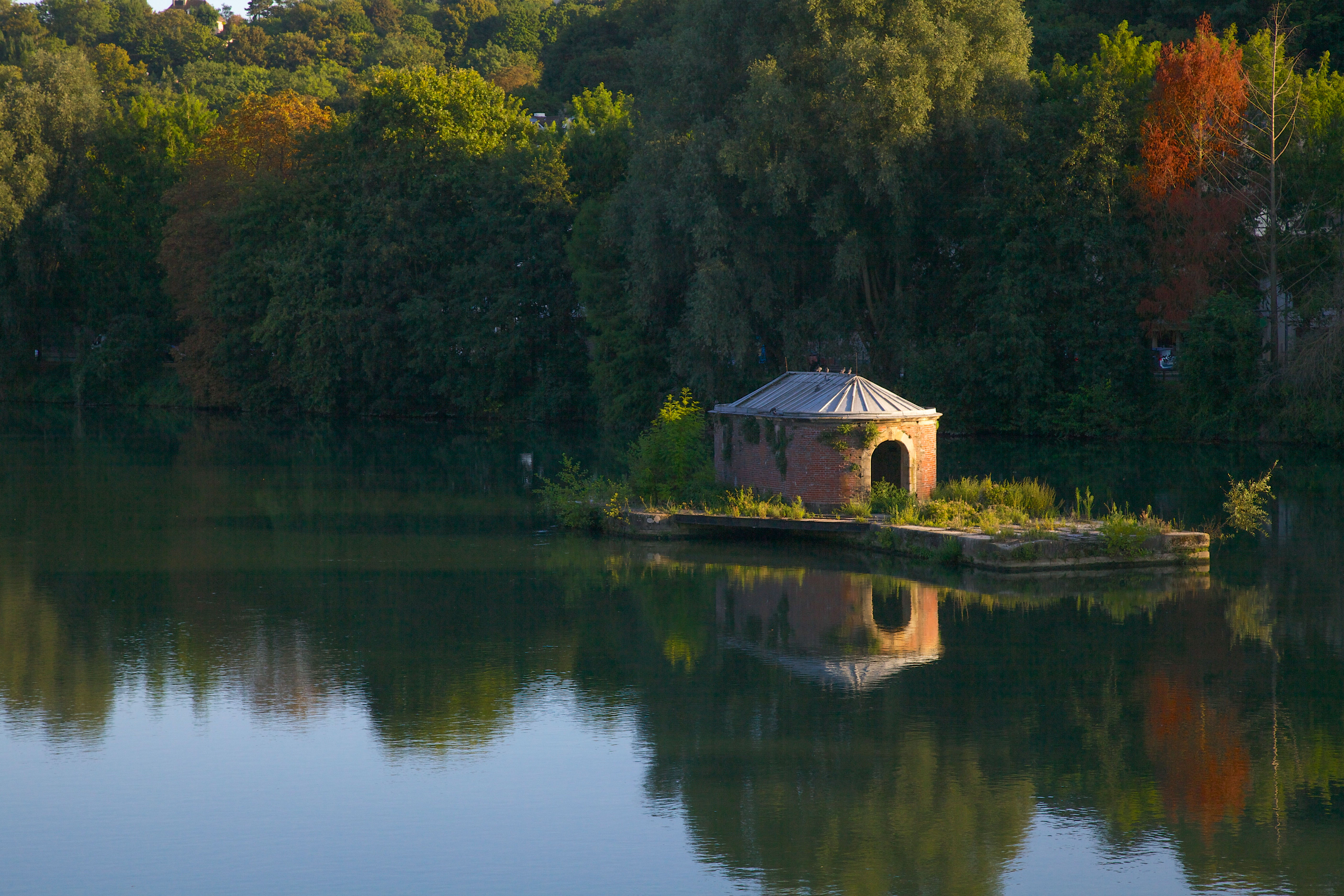
Vestiges de la Machine de Marly (2013).
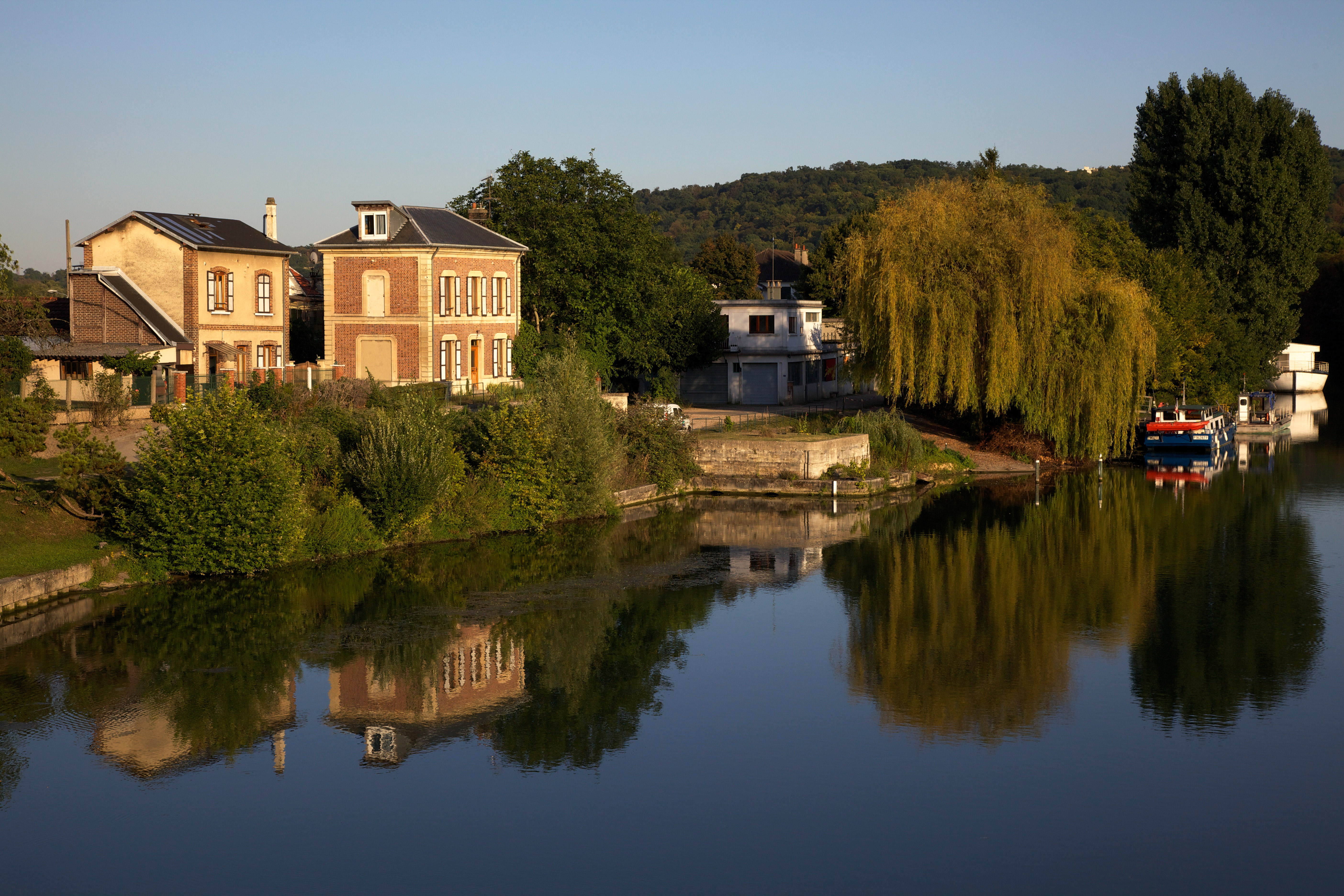
Vue actuelle (2013) de la maison de l'île de la Loge peinte dans le tableau Barrage de la Machine de Marly.